# RSV Meinerzhagen
Der RSV Meinerzhagen (offiziell: Rasensportverein Meinerzhagen 1921 e. V.) ist ein Fußballverein aus Meinerzhagen im Märkischen Kreis. Die erste Fußballmannschaft spielte von 2019 bis 2022 in der Oberliga Westfalen. Einmal qualifizierte sich der Verein für den DFB-Pokal.

## Geschichte
Der Verein wurde im Jahre 1921 gegründet. Zwischen 1936 und 1947 war der Verein dem Turnverein Meinerzhagen angeschlossen. In den 1950er Jahren gehörte der RSV mehrfach kurzzeitig der Bezirksklasse an, ehe gegen Ende des Jahrzehnts der sportliche Aufschwung begann. Im Jahre 1959 wurde die Mannschaft Kreismeister von Altena und kehrte in die Bezirksklasse zurück. Nach einer Vizemeisterschaft im Jahre 1961 hinter der SpVgg Nachrodt wurde der RSV ein Jahr später Meister und stieg in die Landesliga auf. Dort gelang den Meinerzhagenern auf Anhieb der Durchmarsch in die seinerzeit drittklassige Verbandsliga Westfalen, die seinerzeit die höchste Amateurliga war. Auch im westfälischen Oberhaus spielte der RSV eine gute Rolle und belegte in der Saison 1964/65 den vierten Platz. Ein Jahr später erreichte der Verein seinen sportlichen Höhepunkt.
Mit einem Punkt Rückstand auf den SSV Hagen wurde der von Erich Schanko trainierte RSV Vizemeister der Gruppe 2. Anschließend musste die Mannschaft mit dem Vizemeister der Gruppe 1, der SpVgg Erkenschwick, den westfälischen Teilnehmer an der Deutschen Amateurmeisterschaft ermitteln. Vor etwa 2000 Zuschauern im neutralen Hombruch setzten sich die Erkenschwicker mit 2:0 durch. Schon im Jahre 1968 stieg der RSV wieder aus der Verbandsliga ab, schaffte aber den sofortigen Wiederaufstieg. Nach zwei Jahren Mittelmaß kämpfte die Mannschaft wieder gegen den Abstieg und verabschiedete sich 1973 als abgeschlagener Tabellenletzter aus der Verbandsliga. In der folgenden Landesligasaison 1973/74 wurde der RSV als Tabellenletzter in die Bezirksklasse durchgereicht und kehrte erst 1977 in die Landesliga zurück. Dort blieb die Mannschaft nur zwei Jahre und kehrte erst zwischen 1989 und 1996 in die Landesliga zurück. Im Jahre 2003 kehrte der RSV erneut in die Landesliga zurück, ehe finanzielle Probleme zu einem Absturz in die Kreisliga A vier Jahre später führten. 2011 gelang der Wiederaufstieg in die Bezirksliga.
Seit 2015 arbeitet der ehemalige Jugendspieler und türkische Nationalspieler Nuri Şahin für den Verein mit dem Ziel, den RSV in die Westfalenliga zu führen. Nach eigener Aussage unterstützt Şahin den Verein mit Spenden und sieht sich nicht als Mäzen. In der Saison 2016/17 gelang der Aufstieg in die Landesliga, ehe die Meinerzhagener in der folgenden Saison 2017/18 in die Westfalenliga durchmarschierten. Mit dem dritten Aufstieg in Folge erreichte der Verein 2019 die fünftklassige Oberliga Westfalen. Im August 2020 gewann der RSV den Westfalenpokal durch ein 2:0 gegen den SV Schermbeck und qualifizierte sich somit für die erste Hauptrunde des DFB-Pokals 2020/21.
Dort wurde Meinerzhagen die SpVgg Greuther Fürth zugelost. Wegen umfangreicher Hygieneauflagen aufgrund der COVID-19-Pandemie entschied man sich, das Heimrecht zu tauschen und die Partie im Fürther Sportpark Ronhof auszutragen. Damit war die Begegnung zugleich das erste Pflichtspiel für den RSV außerhalb Nordrhein-Westfalens. Das Spiel gegen den Zweitligisten konnte der RSV lange offen gestalten. Nachdem man zu Beginn der zweiten Spielhälfte sogar 1:0 in Führung gegangen war, musste in der 71. Minute der Ausgleich hingenommen werden. Erst nach Verlängerung musste sich der RSV letztendlich deutlich mit 6:1 geschlagen geben. 2022 stieg der RSV aus der Oberliga Westfalen ab.

## Stadion
Der RSV Meinerzhagen trägt seine Heimspiele im Stadion an der Oststraße aus, das 3000 Zuschauern Platz bietet. Seit April 2020 wird das Stadion für 500.000 Euro umgebaut. Das Geld stammt großteils aus Spendengeldern, ohne Zuschüsse der Stadt. Die Tribüne wird auf einer Breite von 48 Metern auf der Südseite der Anlage entstehen, wo das Vereinsheim steht. Auf der neuen Tribüne wird es auch einige Sitzplätze sowie einen kleinen Pressebereich geben. Durch einen Anbau wird es flächenmäßig nahezu verdoppelt und im Inneren umfangreich modernisiert. Zapfanlage, VIP-Bereich und eine neue Imbissküche inklusive.

## Persönlichkeiten
- Ron Berlinski
- İrfan Buz
- Markus Dworrak
- Frank Germann
- Siegfried Grams
- Nuri Şahin
- Erich Schanko
- Lothar Steinhauer
- Georg Stürz
- Hüsni Tahiri

## Statistik

### Erfolge
- Teilnahme am DFB-Pokal: 2020/21
- Westfalenpokalsieger: 2020
- Aufstieg in die Oberliga Westfalen: 2019
- Aufstieg in die Westfalenliga: 1963, 1969, 2018
- Aufstieg in die Landesliga Westfalen: 1962, 1977, 1989, 2003, 2017

### Saisonbilanzen
Bilanz der 1. Fußballmannschaft. Grün unterlegte Platzierungen kennzeichnen einen Aufstieg, rot unterlegte einen Abstieg.
| Saison  | Liga                    | Platz             | Spiele            | S                 | U                 | N                 | Tore              | Diff.             | Punkte            |
| ------- | ----------------------- | ----------------- | ----------------- | ----------------- | ----------------- | ----------------- | ----------------- | ----------------- | ----------------- |
| 2016/17 | Bezirksliga Westfalen 5 | 1.                | 30                | 21                | 4                 | 5                 | 104:47            | 57                | 67                |
| 2017/18 | Landesliga Westfalen 2  | 1.                | 30                | 24                | 1                 | 5                 | 98:29             | 69                | 73                |
| 2018/19 | Westfalenliga 2         | 1.                | 30                | 20                | 6                 | 4                 | 81:32             | 49                | 66                |
| 2019/20 | Oberliga Westfalen      | 2.                | 20                | 11                | 6                 | 3                 | 41:18             | 23                | 39                |
| 2020/21 | Oberliga Westfalen      | Saison annulliert | Saison annulliert | Saison annulliert | Saison annulliert | Saison annulliert | Saison annulliert | Saison annulliert | Saison annulliert |